# シャルーナス・ヴァシリャウスカス (バスケットボール)
シャルーナス・ヴァシリャウスカス（Šarūnas Vasiliauskas、1989年3月27日 - ）は、リトアニアのバスケットボール選手。2016年よりホベントゥート・バダローナに所属。

## 経歴
2014年、リトアニア代表に選出された。
2016年8月8日、ホベントゥート・バダローナと1年契約を結んだ。